# ОКС Стоміл
ОКС «Стоміл» (Ольштин) (пол. OKS Stomil Olsztyn) — професійний польський футбольний клуб з міста Ольштин заснований 15 липня 1945.
Найбільш титулований футбольний клуб у Вармінсько-Мазурському воєводстві, виступав у вісьмох сезонах в Екстракласі а також двічі виходили до чвертьфіналу Кубка Польщі. Польський Чемпіон юніорів віком до 19 років 1974 року.

## Історія

### Колишні назви
- 1945–1970 ОКС Ольштин (пол. OKS Olsztyn)
- 1970–1973 ОКС ОЗОС Ольштин (пол. OKS OZOS Olsztyn)
- 1973–2003 Стоміл Ольштин (пол. Stomil Olsztyn)Warmia i Mazury Olsztyn
- 2003–2004 Вармія і Мазури (пол. Warmia i Mazury Olsztyn)
- 2004–2012 ОКС 1945 Ольштин (пол. OKS 1945 Olsztyn)
- 2012— ОКС «Стоміл» (Ольштин) (пол. OKS Stomil Olsztyn)

### Заснування клубу та його становлення
15 липня 1945 року на стадіоні в Ольштині відбувся перший, після війни, футбольний матч між командами залізничників та працівниками кооперативу «Сполем». Той матч дав початок двом першим в місті спортивним організаціям: Залізничному Спортивному Клубу (нині — «Вармія») і Ольштинському Спортивному Клубу (нині — ОКС «Стоміл»).
До часу прийняття патронату над клубом Ольштинським заводом шин, футболісти не переступали порогів регіональних ліг. Перші 15 сезонів провели в окружному дивізіоні, найчастіше займаючи в таблиці місця з 2 по 4. Вперше гіркоти падіння зазнали 1959 року, коли внаслідок заняття 10 позиції, клуб впав до А Класу.
До окружної ліги ольштинського воєводства колектив повернувся 1961 року, але в майбутньому ситуація повторилася ще двічі, але в обох випадках команда поверталась до окружної ліги.

### Виступи у нижчих дивізіонах (1973–1988)
Вагомим моментом для розвитку футболу в Ольштині була будова Ольштинського заводу автомобільних шин. Тоді усе більш говорилося про виникнення в Ольштині футбольного колективу, який повинен був боротися за найвищі трофеї в Польщі. Весною 1973 року клуб вперше в історії забезпечив собі вихід до II ліги, де виступала два сезони. У першому футболісти змогли зайняти 12 місце і зберегти прописку, але в другому зайняли 15 місце і вилетіли назад в регіональну лігу.
Протягом наступних років «Стоміл» знову пробував своїх сил в регіональній лізі. Починаючи з сезону 1976/1977 клуб виступав в III лізі. Весною 1977 року виникла перша можливість до повернення до II ліги, однак клуб зайняв в кінці сезону зайняв лише 3 місце в лізі і не кваліфікувався.
Переломом виявився сезон 1986/1987 коли команда зайняла 2 місце, поступившись лише «Гвардії» (Щитно), а роком пізніше футболісти таки виграли дивізіон і потрапили знову до II ліги.

Логотип клубу ОКС 1945

## Боротьба за вихід в еліту (1988–1994)
Після року присутності в II лізі, клуб повернувся III лігу. До місця, що гарантувало залишиться в II лізі, ольштинським футболістам не вистачало чотирьох очок. Після повернення до III ліги клуб зайняв 5 позицію в розіграшах, але вже наступного сезону став другим і знову повернувся в II лігу, де протягом трьох років боровся за перемогу і у сезоні 1993/94 став переможцем дивізіону, вперше в історії вийшовши до еліти.

### Виступи в І лізі (1994–2002)

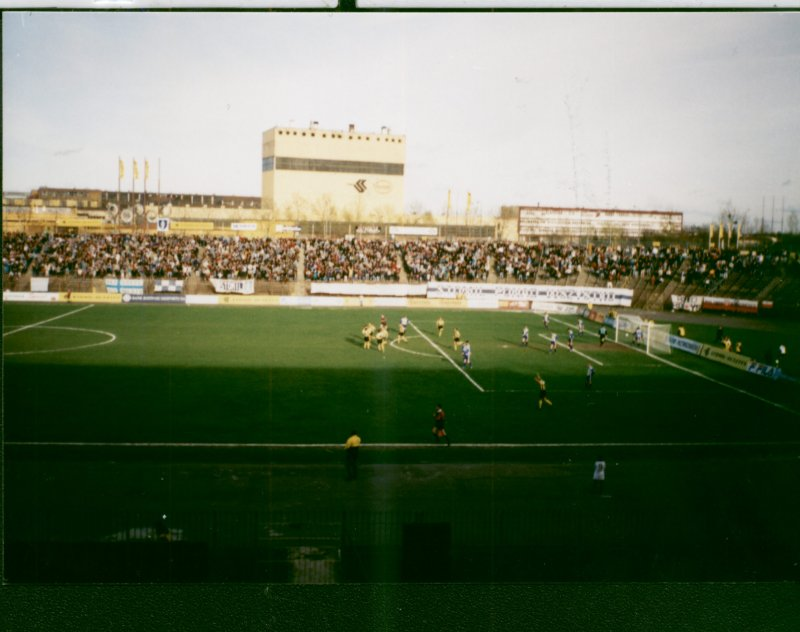
Матч «Стоміла» проти «Гурника» (Забже) в І лізі. 1997 рік

Перший сезон гри в І лізі «Стоміл» завершив на 14 позиції, останньої, що дає можливість утриматись в екстракласі.  Кістяк колективу являли тоді головним чином футболісти, які рік раніше завоювали вихід до І ліги. Перший гол в екстракласі для ольштинського колективу здобув Анджей Ясинський 30 липня 1994 року у матчі першого туру з «Заглембє» (Любін), який закінчився унічию 2:2. У кінці сезону в підсумковій таблиці футболісти з Ольштина обійшли «Петрохемію» (Плоцьк) тільки завдяки меншому числу пропущених голів.
Другий сезон виступів ольштинського клубу в екстракласі закінчився найбільшим успіхом: «Стоміл» зайняв тоді 6 позицію в чемпіонаті. Ніколи більше не удалося ольштинським футболістам повторити такого результату.
З наступного сезону команда стала середняком і здебільшого боролась за виживання. У сезоні 2000/01 команда зайняла 14 місце в чемпіонаті і змушена була грати матч-оф за збереження прописки проти «Гурника» (Польковіце). Обидві гри завершилися внічию і лише завдяки перемозі в серії пенальті з рахунком 5:4 ольштинський клуб залишився в еліті. Проте вже в наступному сезоні команда зайняла останнє 16 місце і таки змушена була покинути найвищий дивізіон.

### Стрімке падіння (2002–2010)
Ольштинський клуб сезон 2002/03 розпочав виступами в II лізі і завершив його на останньому, 18 місці. Поразки 1:6 від ЛКС (Лодзь), 1:7 з «Пйотрцовиці» та 0:6 від ГКС (Белхатув) лише підтвердили слабкість команди. Проте і III лізі команда надовго не затрималась, зайнявши в першому ж сезоні 13 місце і вилетіла до четвертого дивізіону, де в сезоні 2005/06 здобула 3 місце.
У серпні 2006 року, перед стартом нового сезону, було сформулювано однозначні цілі, з яких чітко виникало, що цього разу вимагають від тренера Анджея Накельського повернутися до III ліги. Це команді вдалося і здобувши перше місце ольштинський клуб підвищився у класі.
У сезоні 2007/08 команда несподівано стала одним з лідерів турніру, не програючи перших одинадцяти зустрічей і завершивши першу частину чемпіонату на 2 місці, проте у другій частині сезону результати трохи погіршились і команда завершила сезон на 5 місці. Проте у зв'язку з реорганізацією чемпіонату, п'яте місце дозволило колективу виступати з нового сезону в новоствореній II лізі, яка стала третім дивізіоном Польщі.
Кожного сезону команда боролась за підвищення у класі і у сезоні 2011/12, зайнявши 2 місце, ольштинська команда вийшла до І ліги.

### Наш час (2012—)
У сезоні 2012/13 команда зайняла 13 місце в чемпіонаті і продовжила виступи у другому за рівнем дивізіоні Польщі.